# Riepetown
Riepetown é uma comunidade não  incorporada no condado de White Pine, no estado de Nevada, Estados Unidos.
Riepetown fica localizada na SR 44, a cinco quilómetros a sudoeste na sua junção com a US Route 50; a 8 quilómetros a noroeste de Ely. .

## História
A origem toponímica de Riepetown deve-se a Richard A. Riepe, um imigrante alemão e mineiro do cobre, um dos fundadores da cidade. Mais tarde, participou na assembleia estadual do Nevada por duas vezes, uma  representando o Condado de Lincoln e outra vez o condado de White Pine. Em 1909, Riepetown tinha ganho a distinção de ser a mais "molhada" cidade do condado e florescia graças ao licor, jogo e prostituição. Houve relatos de lutas, assaltos à mão armada. Numerosos berços e 16 saloons serviam adequadamente o distrito. 